# 마다가스카르흰배자유꼬리박쥐
마다가스카르흰배자유꼬리박쥐(Mops leucostigma)는 큰귀박쥐과에 속하는 박쥐의 일종이다. 마다가스카르섬의 토착종이다.

## 특징
작은 박쥐로 전체 몸길이가 105~116mm이고 전완장은 40~45mm, 꼬리 길이는 35~43mm이다. 발 길이는 7~9mm, 귀 길이는 17~19mm이고 몸무게는 최대 22.5g이다. 털이 짧다. 등 쪽 털은 불그스레한 갈색이고 옆구리 쪽으로 좀더 갈색빛을 띠지만 배 쪽은 희끄무레한 색을 띤다. 주둥이는 짧고 넓다.

## 생태
수백 마리씩 무리를 지어 감옥이나 병원, 도서관, 교회와 같은 건물 안 쪽에 은신한다. 딱정벌레와 노린재 등을 먹이로 먹는다. 코모로제도에서 11월말과 12월초 사이에 번식을 시작한다. 한 번에 한 마리의 새끼를 낳는다.

## 분포 및 서식지
노지베섬과 노지콤바섬을 포함한 마다가스카르섬 대부분 지역과 코모로제도 모엘리섬과 앙주앙섬에 널리 분포한다.